# Brigg
Brigg (Glanford Brigg) – miasteczko w środkowej Anglii (Wielka Brytania), w obrębie North Lincolnshire (unitary authority), dla potrzeb ceremonialnych w hrabstwie Lincolnshire, nad rzeką Ancholme. Liczy ok. 5 tys. mieszkańców. Najstarsze źródła wspominające o Brigg pochodzą z XII wieku, nazwa pochodzi ze staronordyjskiego słowa "briggja" oznaczającego pirs.